# Pond (gruppo musicale australiano)
I Pond sono un gruppo musicale rock psichedelico australiano, originario di Perth.

## Storia
Attivo dal 2008, il gruppo nel corso degli anni ha avuto molti cambiamenti nei componenti e frequenti partecipazioni e collaborazioni, rimanendo però con un nucleo di musicisti sempre presenti, Nick Allbrook, Jay Watson e Joe Ryan. Negli anni hanno "condiviso" alcuni membri con i Tame Impala di Kevin Parker, tra cui Watson e Allbrook (che non partecipa più ai Tame Impala dal 2013). Parker ha suonato la batteria nei Pond e ha collaborato come produttore discografico agli album Beard, Wives, Denim, Hobo Rocket e Man, It Feels Like Space Again.

## Formazione
- Nick Allbrook – voce, chitarra elettrica, flauto, occasionalmente batteria e basso
- Jay Watson – chitarra elettrica, voce, batteria, tastiere, sintetizzatore, basso
- Joe Ryan – basso, chitarra elettrica, voce
- Jamie Terry – tastiere, sintetizzatore, basso
- Matt Handley – batteria

Collaboratori ed ex componenti
- Kevin Parker – batteria, produzione
- Nick Odell – congas
- Richard Ingham – chitarra elettrica
- Matthew Saville – batteria
- Cam Avery – basso
- Julien Barbagallo – basso
- Jeremy Cope

## Discografia
Album in studio
- 2009 – Psychedelic Mango
- 2009 – Corridors of Blissterday
- 2010 – Frond
- 2012 – Beard, Wives, Denim
- 2013 – Hobo Rocket
- 2015 – Man, It Feels Like Space Again
- 2017 – The Weather
- 2019 – Tasmania
- 2021 - 9
- 2024 - Stung!

EP
- 2010 – Greens Pool

Singoli
- Cloud City - Hole in the Sky (22 febbraio 2010)
- Annie Orangetree - Hole in the Sky (21 aprile 2010)
- Greens Pool - Badminton Bandit (BB011) (23 dicembre 2010)
- Fantastic Explosion of Time - Modular (18 gennaio 2012)
- Moth Wings - Modular (3 febbraio 2012)
- You Broke My Cool - Modular (17 aprile 2012)
- Giant Tortoise - Modular (1º febbraio 2013)
- Xanman - Modular (18 giugno 2013)
- Elvis' Flaming Star - Spinning Top (20 ottobre 2014)
- Sitting up on Our Crane - Spinning Top (16 dicembre 2014)
- Zond - Spinning Top (12 gennaio 2015)